# Sjökejsarna
 Sjö Kejsarna (eng.: Emperor of the Sea) är en sydkoreansk TV-dramaserie från 2004 som har blivit stilbildande inom sin genre.[källa behövs]

## Handling
Jang Bogo var en slav som jobbade för andra som barn, men senare när han växte upp blev en riktigt bra kejsare som ingen kunde stoppa och gång på gång blev han bättre. Han blev kungarnas kung och folkets hjälte men blev dödad i slutet av serien.